# FIVB World Tour 2001 der Männer
Die FIVB World Tour 2001 der Männer bestand aus neun Open und einem Grand Slam. Gastgeber der Beachvolleyball-Turnierserie waren Spanien 2×, die Schweiz, Deutschland, Norwegen, Italien, Frankreich, Portugal, Belgien und Brasilien. Hinzu kamen die Goodwill Games in Australien und die Weltmeisterschaft in Klagenfurt in Österreich. Tour Champions wurden die Brasilianer Emanuel Rego und Tande Ramos.

## Turniere

### Teneriffa Open (13. bis 17. Juni)
| Platz | Team                             |
| ----- | -------------------------------- |
| 1     | Emanuel Rego / Tande Ramos       |
| 2     | Martin Laciga / Paul Laciga      |
| 3     | Mariano Baracetti / Martín Conde |
| 4     | John Child / Mark Heese          |
| 5     | Ricardo Santos / José Loiola     |
| 5     | Kevin Wong / Stein Metzger       |
| 7     | Patrick Heuscher / Stefan Kobel  |
| 7     | Dain Blanton / Eric Fonoimoana   |

Im  ersten Halbfinale standen Emanuel / Tande gegen Child / Heese mit dem besseren Ende für die Südamerikaner. Die Laciga Brüder besiegten anschließend  Baracetti / Conde, die das Spiel um Bronze gegen die Kanadier gewannen. Die Goldmedaille sicherte sich das brasilianische Team.

Das zweite Schweizer Duo Heuscher / Kobel belegte den geteilten siebten Rang. Jörg Ahmann / Axel Hager und Markus Dieckmann / Jonas Reckermann wurden mit den Österreichern Nik Berger / Oliver Stamm und weiteren fünf Beachpaaren Siebzehnte.

### Gstaad Open (20. bis 24. Juni)
| Platz | Team                                    |
| ----- | --------------------------------------- |
| 1     | Kevin Wong / Stein Metzger              |
| 2     | Martin Laciga / Paul Laciga             |
| 3     | Emanuel Rego / Tande Ramos              |
| 4     | Ricardo Santos / José Loiola            |
| 5     | Mariano Baracetti / Martín Conde        |
| 5     | John Child / Mark Heese                 |
| 7     | Zé Marco de Melo / Pará Ferreira        |
| 7     | Sergei Jermischin / Michail Kuschnerjow |

Beide brasilianische Duos verloren ihre Vorschlussbegegnungen. Die Sieger von Teneriffa unterlagen Wong / Metzger, während Ricardo / Loiola gegen die Lacigas den Kürzeren zogen. Das kleine Finale entschieden Emanuel / Tande für sich, während die Schweizer zum zweiten Mal in Folge im Endspiel unterlagen.

Zweitbestes Duo aus dem deutschsprachigen Raum wurden die Österreicher Berger / Stamm, während Oetke / Scheuerpflug neben Heuscher / Kobel mit dem geteilten dreizehnten Rang vorlieb nehmen mussten.

### Berlin Open (27. Juni bis 1. Juli)
| Platz | Team                              |
| ----- | --------------------------------- |
| 1     | Julien Prosser / Lee Zahner       |
| 2     | Martin Laciga / Paul Laciga       |
| 3     | Emanuel Rego / Tande Ramos        |
| 4     | Patrick Heuscher / Stefan Kobel   |
| 5     | Zé Marco de Melo / Pará Ferreira  |
| 5     | John Child / Mark Heese           |
| 7     | Mariano Baracetti / Martín Conde  |
| 7     | Vegard Høidalen / Jørre Kjemperud |

In der deutschen Hauptstadt stand das australische Duo nach den Siegen über Emanuel / Tande in der Vorschlussrunde und das Schweizer Brüderpaar im Finale zum ersten und zum einzigen Mal ganz oben auf dem Treppchen. Zum dritten Mal hintereinander erhielten die Lacigas Silber. Kobel / Heuscher verloren nach der Halbfinalniederlage gegen ihre Landsleute auch das Spiel um den dritten Platz.

Sowohl Jörg Ahmann / Axel Hager auf dem neunten als auch Markus Dieckmann / Jonas Reckermann auf dem dreizehnten Rang ließen die Österreicher Berger / Stamm, die Siebzehnte wurden, hinter sich.

### Stavanger Open (4. bis 8. Juli)
| Platz | Team                                |
| ----- | ----------------------------------- |
| 1     | Emanuel Rego / Tande Ramos          |
| 2     | Martin Laciga / Paul Laciga         |
| 3     | Zé Marco de Melo / Pará Ferreira    |
| 4     | John Child / Mark Heese             |
| 5     | Oliver Oetke / Andreas Scheuerpflug |
| 5     | Vegard Høidalen / Jørre Kjemperud   |
| 7     | Jörg Ahmann / Axel Hager            |
| 7     | Björn Berg / Simon Dahl             |

Auch in Norwegen konnten die besten Schweizer nach dem Sieg über Child / Heese das letzte Spiel des Turniers nicht gewinnen. Emanuel und Tande errwiesen sich diesmal wie schon beim ersten Wettbewerb des Jahres als die Stärkeren. Die Kanadier waren Zé Marco und Pará im Spiel um Bronze unterlegen.

Zwei deutsche Beachpaare gehörten in Stavanger zu den Top Acht. Oetke / Scheuerpflug wurden Fünfte. Knapp dahinter beendeten Vince und Hägar als Siebte das Event. Berger / Stamm belegten wie schon in Deutschland den geteilten siebzehnten Rang.

### Lignano Open (11. bis 15. Juli)
| Platz | Team                             |
| ----- | -------------------------------- |
| 1     | Mariano Baracetti / Martín Conde |
| 2     | Ricardo Santos / José Loiola     |
| 3     | Emanuel Rego / Tande Ramos       |
| 4     | Kevin Wong / Stein Metzger       |
| 5     | Jody Holden / Conrad Leinemann   |
| 5     | Martin Laciga / Paul Laciga      |
| 7     | Roberto Lopes / Franco Neto      |
| 7     | Björn Berg / Simon Dahl          |

Die Argentinier Baracetti / Conde besiegten in ihrem Halbfinale Wong und Metzger aus den Vereinigten Staaten und konnnten anschließend auch nicht von Ricardo / Loiola gestoppt werden, die zuvor ihre Landsleute bezwungen hatten. Emanuel / Tande entschieden im kleinen Finale das Duell Süd- gegen Nordamerika für sich.

Die Lacigas belegten den fünften Platz. Ahmann / Hager erreichten ebenso nur den siebzehnten Platz wie Oetke / Scheuerpflug und das zweite Schweizer Duo Heuscher / Kobel. Alle österreichischen Teams scheiterten in der Qualifikation.

### Marseille Grand Slam (17. bis 22. Juli)
| Platz | Team                                    |
| ----- | --------------------------------------- |
| 1     | Mariano Baracetti / Martín Conde        |
| 2     | Emanuel Rego / Tande Ramos              |
| 3     | Kevin Wong / Stein Metzger              |
| 4     | Dain Blanton / Eric Fonoimoana          |
| 5     | Sergei Jermischin / Michail Kuschnerjow |
| 5     | Martin Laciga / Paul Laciga             |
| 7     | Ricardo Santos / José Loiola            |
| 7     | Vegard Høidalen / Jørre Kjemperud       |

Beim einzigen Grand Slam der Spielzeit verloren beide Beachpaare aus den Vereinigten Staaten ihre Semifinalbegegnungen. Baracetti / Conde bezwangen Wong / Metzger, währen Emanuel / Tande stärker als die Olympiasieger des Vorjahres waren. Die Argentinier gewannen danach ihr zweiter Finale. Blanton / Fonoimoana hatten auch gegen ihre Landsleute das Nachsehen.

Die Lacigas belegten den geteilten fünften Platz vor zwei weiteren Schweizer Beachpaaren. Heuscher / Kobel wurden ebenso Neunte wie Heyer / Egger. Auf dem geteilten siebzehnten Platz im Abschlussklassement standen Berger / Stamm, Ahmann / Hager und Oetke / Scheuerpflug.

### Espinho Open (25. bis 29. Juli)
| Platz | Team                                    |
| ----- | --------------------------------------- |
| 1     | Ricardo Santos / José Loiola            |
| 2     | Martin Laciga / Paul Laciga             |
| 3     | Emanuel Rego / Tande Ramos              |
| 4     | Jody Holden / Conrad Leinemann          |
| 5     | Vegard Høidalen / Jørre Kjemperud       |
| 5     | Sergei Jermischin / Michail Kuschnerjow |
| 7     | Mariano Baracetti / Martín Conde        |
| 7     | Kevin Wong / Stein Metzger              |

Nachdem sie Emanuel und Tande im Halbfinale besiegt hatten, konnten die Schweizer Brüder auch ihr fünftes Endspiel nicht gewinnen. Zum ersten Mal in dieser Saison standen Ricardo und Loiola ganz oben auf dem Stockerl. Im Semifinale und auch im Spiel um den dritten Platz waren Holden / Leinemann die Unterlegenen.
Nik Berger und Oliver Stamm belegten den geteilten neunten Rang. Markus Dieckmann / Jonas Reckermann wurden gemeinsam mit mehreren anderen Teams Dreizehnte.

### Weltmeisterschaft in Klagenfurt (1. bis 5. August)
siehe auch Hauptartikel Beachvolleyball-Weltmeisterschaft 2001
| Platz | Team                              |
| ----- | --------------------------------- |
| 1     | Mariano Baracetti / Martín Conde  |
| 2     | Ricardo Santos / José Loiola      |
| 3     | Vegard Høidalen / Jørre Kjemperud |
| 4     | Chip McCaw / Rob Heidger          |
| 5     | Emanuel Rego / Tande Ramos        |
| 5     | Martin Laciga / Paul Laciga       |
| 5     | Dain Blanton / Eric Fonoimoana    |
| 5     | Todd Rogers / Dax Holdren         |

| Platz | Team                                    |
| ----- | --------------------------------------- |
| 9     | Julien Prosser / Lee Zahner             |
| 9     | Nik Berger / Oliver Stamm               |
| 9     | Zé Marco de Melo / Pará Ferreira        |
| 9     | Markus Dieckmann / Jonas Reckermann     |
| 9     | João Brenha / Miguel Maia               |
| 9     | Sergei Jermischin / Michail Kuschnerjow |
| 9     | Pawel Saizew / Dmitri Karassew          |
| 9     | Kevin Wong / Stein Metzger              |

Am Wörthersee gelang Mariano  Baracetti und Martín Conde ihr dritter und zugleich wichtigster Sieg in diesem Jahr. Nachdem sie im Achtelfinale Markus Dieckmann und Jonas Reckermann ausgeschaltet hatten, die als beste Deutsche somit im Gesamtklassement den geteilten neunten Platz belegten, waren in den folgenden beiden Runden zwei Duos aus den Vereinigten Staaten den Südamerikanern nicht gewachsen. Zunächst wurden Rogers / Holdren bezwungen, anschließend verloren Chip und Rob gleich ihre beiden letzten Begegnungen, sodass die US-Amerikaner medaillenlos die Heimreise antreten mussten. Im anderen Halbfinale hatten Ricardo und Loiola über die Norweger Høidalen / Kjemperud die Oberhand behalten. Im Endspiel gewannen die Argentinier den ersten Satz knapp mit 25:23, verloren den zweiten deutlich mit 12:21, um sich dann in der Verlängerung des dritten Durchgangs beim 20:18 den Titel zu sichern.
Bestes Beachpaar aus den deutschsprachigen Ländern waren wieder einmal die Lacigas auf dem geteilten fünften Rang. Wie das beste deutsche Duo schafften es auch Nik Berger und Oliver Stamm in die Runde der letzten Sechzehn. Heuscher / Kobel, Heyer / Egger, Ahmann / Hager und Oetke / Scheuerpflug schieden nach dem zweiten Platz im Pool in der ersten Hauptrunde aus. Äußerst unglücklich lief es für Robert Nowotny und Peter Gartmayer, die in der Vorrunde unter anderem auf die Toursieger der Spielzeit trafen und trotz des Sieges über die Bronzemedaillengewinner nur Dritte und damit Letzte ihrer Gruppe wurden. Die übrigen Paare aus der Alpenrepublik Leitner / Dobeiner, Maderböck / Doppler sowie Paul und Thomas Schroffenegger blieben während der WM satz- und sieglos.

### Ostende Open (8. bis 12. August)
| Platz | Team                             |
| ----- | -------------------------------- |
| 1     | Emanuel Rego / Tande Ramos       |
| 2     | Ricardo Santos / José Loiola     |
| 3     | Martin Laciga / Paul Laciga      |
| 4     | Mariano Baracetti / Martín Conde |
| 5     | Julien Prosser / Lee Zahner      |
| 5     | Kevin Wong / Stein Metzger       |
| 7     | Roberto Lopes / Franco Neto      |
| 7     | Zé Marco de Melo / Pará Ferreira |

Auf dem Podium standen dieselben Duos wie in Portugal, nur in veränderter Reihenfolge. Emanuel und Tande besiegten im Endspiel ihre Landsleute, zuvor hatten sie das Schweizer Brüderpaar geschlagen. Die Lacigas setzten sich danach gegen die Argentinier durch.

Die Eidgenossen Patrick Heuscher und Stefan Kobel wurden Neunte vor den besten Sportlern aus der anderen Alpenrepublik Nik Berger und Oliver Stamm. Erst dahinter belegte das beste deutsche Beachpaar Vince und Hägar den geteilten siebzehnten Rang.

### Goodwill Games in Brisbane (29. August bis 4. September)
| Platz | Team                             |
| ----- | -------------------------------- |
| 1     | Ricardo Santos / José Loiola     |
| 2     | Mariano Baracetti / Martín Conde |
| 3     | Kevin Wong / Stein Metzger       |
| 4     | Rob Heidger / Eric Fonoimoana    |
| 5     | Julien Prosser / Lee Zahner      |
| 6     | Emanuel Rego / Pará Ferreira     |

| Platz | Team                                    |
| ----- | --------------------------------------- |
| 7     | Sergei Jermischin / Michail Kuschnerjow |
| 8     | Nik Berger / Oliver Stamm               |
| 9     | Bjørn Maaseide / Vegard Høidalen        |
| 10    | Björn Berg / Simon Dahl                 |
| 11    | Jörg Ahmann / Axel Hager                |
| 12    | Javier Bosma / Antonio Cotrino          |

Zum ersten Mal waren bei den Goodwill Games sechzehn statt der bisher üblichen acht Beachpaare zugelassen. Es gab auch keine Gruppenspiele, sondern ein einfaches Ko-System, bei dem jedoch alle Plätze bis einschließlich dem zwölften Rang ausgespielt wurden. Nicht alle Teams traten in ihren Standardbesetzungen an. Dies traf jedoch auf die Medaillengewinner nicht zu. Metzger und Wong sicherten sich nach der Niederlage gegen die Argentinier Bronze durch den Sieg über den amtierenden Olympiasieger Fonoimoana, der diesmal mit Rob Heidger an den Start ging. Baracetti und Conde erhielten Silber, da sie im Endspiel gegen Ricardo und Loiola die Unterlegenen waren.
Den fünften Platz belegte eins der beiden Teams aus dem Gastgeberland. Julien Prosser und Lee Zahner besiegten dabei im entscheidenden Duell die beiden Exweltmeister Emanuel und 
Pará. Hinter den Russen Jermischin / Kuschnerjow wurden Nik Berger und Oliver Stamm als bestes Beachpaar aus dem deutschsprachigen Raum Achte. Nur den elften Platz erreichten Ahmann / Hager, die damit jedoch noch besser als die Schweizer Heuscher / Kobel waren, die das Event sieglos beendeten.

### Mallorca Open (12. bis 16. September)
| Platz | Team                                    |
| ----- | --------------------------------------- |
| 1     | Emanuel Rego / Tande Ramos              |
| 2     | Mariano Baracetti / Martín Conde        |
| 3     | Roberto Lopes / Franco Neto             |
| 4     | Sergei Jermischin / Michail Kuschnerjow |
| 5     | Patrick Heuscher / Stefan Kobel         |
| 5     | Björn Berg / Simon Dahl                 |
| 7     | Markus Dieckmann / Jonas Reckermann     |
| 7     | Vegard Høidalen / Jørre Kjemperud       |

Die Russen Jermischin / Kuschnerjow verloren ihr Halbfinale auf Mallorca gegen Baracetti / Conde und blieben durch die weitere Niederlage gegen Roberto Lopes und Franco Neto ohne Medaille. Die Brasilianer hatten zuvor das Duell gegen ihre Landsleute verloren. Emanuel und Tande sicherten sich Gold im südamerikanischen Duell.

Diesmal waren die Brüder nicht das beste Schweizer Team. Stattdessen wurden Stefan Kobel und Patrick Heuscher Fünfte vor Markus Dieckmann und Jonas Reckermann. Auch bei den Österreichern gab es nicht die gewohnte Reihenfolge, denn Robert Nowotny und Peter Gartmayer belegten als bestes Duo aus dem deutschen Nachbarland den geteilten dreizehnten Platz.

### Vitória Open (27. November bis 2. Dezember)
| Platz | Team                                |
| ----- | ----------------------------------- |
| 1     | Emanuel Rego / Tande Ramos          |
| 2     | Ricardo Santos / José Loiola        |
| 3     | Martin Laciga / Paul Laciga         |
| 4     | Thomas Klepper / Murilo Toscano     |
| 5     | Roberto Lopes / Franco Neto         |
| 5     | Markus Dieckmann / Jonas Reckermann |
| 7     | Juca Dultra / Paulo Emilio          |
| 7     | Patrick Heuscher / Stefan Kobel     |

Beim Turnier in der Heimat sicherten sich die Toursieger ihr fünftes Gold. Nach dem Erfolg gegen Martin und Paul Laciga besiegten sie auch ihre Landsleute Ricardo und Loiola, die zuvor mit Thomas Klepper / Murilo Toscano ein weiteres brasilianisches Duo bezwungen hatten. Zum siebten Mal in der Spielzeit gehörte das Schweizer Brüderpaar zu den Medaillengewinnern.

Erst zum zweiten Mal überhaupt in 2001 gehörte ein deutsches Team mit Markus Dieckmann und Jonas Reckermann zu den Top Sechs. David Klemperer und	Niklas Rademacher vervollständigten das gute Resultat mit dem geteilten neunten Rang. Die einzigen Österreicher Peter Gartmayer und Robert Nowotny wurden dagegen nur Siebzehnte.

## Auszeichnungen
| FIVB Tour Champion | Emanuel Rego / Tande Ramos |